# Андреевка (Березанский район)
Андре́евка (укр. Андріївка) — село в Березанском районе Николаевской области Украины.
Население по переписи 2001 года составляло 146 человек. Почтовый индекс — 57410. Телефонный код — 5153. Занимает площадь 0,267 км².

## Местный совет
57400, Николаевская обл., Березанский р-н, пгт Березанка, ул. Центральная, 86